# Ciro Luis Urriola
Ciro Luis Urriola Garrés (Panamá, 3 de julio de 1863-Ancón, 26 de julio de 1922) fue un político y médico panameño, y octavo presidente de la República de Panamá desde el 3 de junio de 1918 al 1 de octubre de 1918. Tenía 55 años al encargarse de la presidencia. Falleció a los 59 años en el Hospital Gorgas, en la Zona del Canal de Panamá.

## Biografía
Estudió la primaria en el seminario de los Padres Jesuitas de Panamá, terminando los estudios secundarios en el Colegio Mayor de San Bartolomé en Bogotá. Luego estudió Ciencias Naturales en el Colegio de Santa Inés y estudió medicina en la Universidad de Bogotá, Doctorado que obtuvo en 1888.

### Vida pre-presidencial

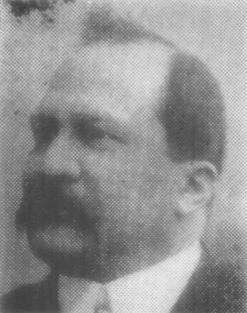
Ciro Urriola en 1910.

Regresó a Panamá en 1888 a ejercer su profesión. En 1893 se encargó de Medicatura de Sanidad del Puerto de Panamá por cuatro años. Viajó a París y en 1898 estudia bacteriología y enfermedades nerviosas. Después se establece en Dublín donde obtiene el diploma en licenciado en partos, lo que hoy día es la obstetricia. Volvió a Panamá en 1901, durante la Guerra de los Mil Días, donde su adhesión al liberalismo le causó inconvenientes. Posteriormente a la Separación de Colombia, fue miembro de la Convención Nacional Constituyente. En 1903 es nombrado médico al servicio de policías y presos del Hospital Santo Tomás, y desde entonces se dedica al estudio de paludismo. En 1904 regresa a París como delegado del Congreso de Tuberculosis y sigue a Roma donde estudia la malaria.
Cuando regresó a Panamá, en 1906, gracias a sus esfuerzos pudo fundar la sala de maternidad del Santo Tomás luego de la Escuela de Obstetricia, de la cual fue su jefe a partir de 1909. Urriola se dedicó a buscar tratamiento para el paludismo y para las enfermedades Cholaogue o Colagogo, cuya marca registró en Estados Unidos y que gozó de fama entre los panameños. Fue diputado a la Asamblea Nacional de 1914 a 1918, presidiéndola en varios periodos.

### Presidencia interina
Al morir el presidente Ramón Maximiliano Valdés lo sucede Urriola como "Primer Designado, Encargado del Poder Ejecutivo" habiendo sido elegido para el bienio entre 1916 a 1918. Su período terminaba en septiembre cuando la Asamblea Nacional debía elegir a los nuevos designados. Previamente debían realizarse elecciones municipales y para diputados.

#### Perfil de su gestión
Prácticamente comenzando su periodo, Urriola dictó el Decreto 80 del 20 de junio de 1918, por el cual suspendió indefinidamente las próximas elecciones. Esta decisión recibió el repudio general, pues se sospechaba que Urriola quería perpetuarse en el poder. Pablo Arosemena Alba y Ricardo Arias suscribieron un memorándum a Estados Unidos en el que solicitaban que se restableciera el orden constitucional, basado en el artículo 136 de la Constitución, Estados Unidos le dio un ultimátum a Urriola para que respetara la fecha de las elecciones. Al no acatar la orden, soldados estadounidenses ocuparon la ciudad de Panamá y Colón. 
Entonces se llevaron a cabo las elecciones y se puso en vigencia el Código Sanitario. Estados Unidos también aprovechó la oportunidad para evitar contingentes militares a Veraguas y Chiriquí al mes siguiente. En este último lugar permanecieron hasta 1920. Pese a las propuestas de Urriola, en septiembre la Asamblea Nacional eligió a Belisario Porras Barahona como Primer Designado encargado de la Presidencia por el bienio 1919-1920 en controvertidas elecciones. Urriola no tuvo ningún logro relevante en su corta y problemática gestión.

### Vida pospresidencial
En las elecciones de 1920 se postuló como candidato y su oponente fue Belisario Porras Barahona, pero a última hora decidió no concurrir a las urnas ante la evidente superioridad de su rival. Se retiró a la vida privada y murió al poco tiempo.